# Vohenstrauß
Vohenstrauß – miasto w Niemczech, w kraju związkowym Bawaria, w rejencji Górny Palatynat, w regionie Oberpfalz-Nord, w powiecie Neustadt an der Waldnaab. Leży w Lesie Czeskim, około 21 km na południowy wschód od Neustadt an der Waldnaab, przy granicy z Czechami i autostradzie A6, drodze B22.
Linia kolejowa w gminie Eslarn, w mieście Vohenstrauß – Neustadt an der Waldnaab jest teraz drogą rowerową.
1 sierpnia 2013 do miasta przyłączono 0,77 km² pochodzące z dzień wcześniej rozwiązanego obszaru wolnego administracyjnie Michlbach. Dodatkowo z gminy targowej Moosbach włączono do miasta w tym samym dniu 0,06km².

## Współpraca
Miejscowości partnerskie:
- Bernsbach, Saksonia
- Moncoutant, Francja
- Stříbro, Czechy